# Marboué
Marboué és un municipi francès, situat al departament de l'Eure i Loir i a la regió de Centre – Vall del Loira. L'any 2007 tenia 1.157 habitants.

## Demografia

### Població
El 2007 la població de fet de Marboué era de 1.157 persones. Hi havia 476 famílies, de les quals 124 eren unipersonals (32 homes vivint sols i 92 dones vivint soles), 172 parelles sense fills, 156 parelles amb fills i 24 famílies monoparentals amb fills.
La població ha evolucionat segons el següent gràfic:
Habitants censats

### Habitatges
El 2007 hi havia 578 habitatges, 482 eren l'habitatge principal de la família, 71 eren segones residències i 25 estaven desocupats. 524 eren cases i 53 eren apartaments. Dels 482 habitatges principals, 371 estaven ocupats pels seus propietaris, 102 estaven llogats i ocupats pels llogaters i 9 estaven cedits a títol gratuït; 1 tenia una cambra, 36 en tenien dues, 97 en tenien tres, 138 en tenien quatre i 210 en tenien cinc o més. 385 habitatges disposaven pel capbaix d'una plaça de pàrquing. A 191 habitatges hi havia un automòbil i a 239 n'hi havia dos o més.

### Piràmide de població
La piràmide de població per edats i sexe el 2009 era:
| Homes | Edats   | Dones |
| ----- | ------- | ----- |
| 0     | 95 o +  | 1     |
| 2     | 90 a 94 | 6     |
| 8     | 85 a 89 | 11    |
| 2     | 80 a 84 | 6     |
| 28    | 75 a 79 | 32    |
| 35    | 70 a 74 | 29    |
| 26    | 65 a 69 | 46    |
| 17    | 60 a 64 | 27    |
| 26    | 55 a 59 | 20    |
| 39    | 50 a 54 | 31    |
| 49    | 45 a 49 | 50    |
| 42    | 40 a 44 | 35    |
| 49    | 35 a 39 | 45    |
| 33    | 30 a 34 | 26    |
| 47    | 25 a 29 | 43    |
| 29    | 20 a 24 | 27    |
| 37    | 15 a 19 | 42    |
| 43    | 10 a 14 | 32    |
| 25    | 5 a 9   | 42    |
| 22    | 0 a 4   | 15    |

## Economia
El 2007 la població en edat de treballar era de 734 persones, 560 eren actives i 174 eren inactives. De les 560 persones actives 510 estaven ocupades (289 homes i 221 dones) i 50 estaven aturades (20 homes i 30 dones). De les 174 persones inactives 82 estaven jubilades, 49 estaven estudiant i 43 estaven classificades com a «altres inactius».

### Ingressos
El 2009 a Marboué hi havia 473 unitats fiscals que integraven 1.151 persones, la mediana anual d'ingressos fiscals per persona era de 18.451 €.

### Activitats econòmiques
Dels 38 establiments que hi havia el 2007, 1 era d'una empresa extractiva, 2 d'empreses alimentàries, 3 d'empreses de fabricació d'altres productes industrials, 8 d'empreses de construcció, 9 d'empreses de comerç i reparació d'automòbils, 1 d'una empresa de transport, 3 d'empreses d'hostatgeria i restauració, 2 d'empreses immobiliàries, 6 d'empreses de serveis, 2 d'entitats de l'administració pública i 1 d'una empresa classificada com a «altres activitats de serveis».
Dels 10 establiments de servei als particulars que hi havia el 2009, 1 era un taller de reparació d'automòbils i de material agrícola, 1 guixaire pintor, 3 fusteries, 3 lampisteries, 1 perruqueria i 1 restaurant.
Dels 3 establiments comercials que hi havia el 2009, 1 era una botiga de més de 120 m², 1 una botiga de menys de 120 m² i 1 una sabateria.
L'any 2000 a Marboué hi havia 23 explotacions agrícoles que ocupaven un total de 1.424 hectàrees.

## Equipaments sanitaris i escolars
El 2009 hi havia 1 escola maternal i 1 escola elemental.

## Poblacions més properes
El següent diagrama mostra les poblacions més properes.